# Indice (mathématiques)
Pour les articles homonymes, voir Indice.
Le mot indice a en mathématiques des significations multiples. Certaines n'ont rien à voir entre elles, d'autres touchent des sujets si voisins qu'il y a parfois des confusions. Il y a néanmoins un point commun : l'indice en mathématiques est très souvent (mais pas toujours) un nombre entier.

## Mathématiques en général: repérage
Un indice est un symbole placé souvent à droite et au-dessous d’un autre symbole, qu’il caractérise ou numérote. Par exemple, 1 est l’indice de {\displaystyle x} dans l’écriture {\displaystyle x_{1}}, qui se lit x indice 1.
Une suite est ainsi indexée par les entiers naturels : on écrit {\displaystyle (u_{n})_{n\in \mathbb {N} }} et les symboles {\displaystyle n} sont les indices.
Il est utilisé notamment par des opérateurs de sommation ou de produit.
On peut plus généralement indexer par un ensemble I quelconque : si X est un ensemble,
les éléments de l'ensemble {\displaystyle X^{I}} des applications de I dans X s'écrivent
{\displaystyle (x_{i})_{i\in I}}
Un tel élément s'appelle une famille d'éléments de X
indexée par I.

### En algèbre (multi)-linéaire
Les coordonnées d'un vecteur sont indexées par un nombre entier (variant de 1 à la dimension).
Les éléments d'une matrice sont indexés par deux entiers. Plus généralement, les coordonnées
d'un tenseur de type (p,q) (p fois contravariant et q fois covariant) s'écrivent
On parle alors de multi-indice. La position des différents indices qui interviennent 
est motivée par la convention d'Einstein.

## Algèbre
Si H est un sous-groupe d'un groupe fini G, le nombre d'éléments de H (son cardinal #H) divise celui de G (théorème de Lagrange). L'indice de H dans G est le quotient #G/#H.
Plus généralement, si l'ensemble quotient G/H est fini, l'indice de H dans G
est le cardinal de G/H. Cette notion est surtout utilisée quand H est un sous-groupe normal.
L'indice d'isotropie d'une forme quadratique est la dimension maximale
d'un sous-espace totalement isotrope.
L'indice d'inertie d'une forme quadratique réelle
est le nombre de carrés négatifs (toujours le même) obtenu dans une décomposition en carrés

## Calcul différentiel
L'indice d'un point critique (supposé non dégénéré) d'une fonction {\displaystyle C^{2}}
de n variables (on dit aussi indice de Morse) est l'indice d'inertie de sa matrice hessienne au point en question.
Cette notion se généralise aux fonctions {\displaystyle C^{2}} sur les variétés différentielles,
et en calcul des variations.
L'indice de Voorhoeve est un réel positif associé à certaines fonctions de la variable complexe et qui joue pour elles le même rôle que, dans le théorème de Rolle, le nombre de zéros d'une fonction sur un intervalle réel.

## Fonctions holomorphes
L'indice d'un point par rapport à un lacet intervient dans la formule intégrale de Cauchy.
C'est intuitivement le nombre de tours du lacet autour du point.

## Analyse fonctionnelle
L'indice d'un opérateur de Fredholm, c'est-à-dire d'un opérateur dont le noyau et le conoyau sont de dimension finie, est la différence de ces dimensions. Un exemple important est celui d'un opérateur elliptique sur une variété compacte.

## Géométrie différentielle
En géométrie différentielle,
- l’indice d'un champ de vecteurs f en un zéro isolé est le degré de l'application définie, sur une sphère bordant un petit voisinage de ce point ne contenant aucun autre zéro et identifiée à la sphère unité, par la fonction x ↦ f(x)/║f(x)║ ;
- l'indice d'un point fixe isolé x d'une application différentiable g, d'une variété dans elle-même, se définit localement à partir du cas où la variété est un espace euclidien, auquel cas il est égal à l'indice en x (au sens précédent) du champ y ↦ g(y) – y.